# Султан Суюнчалін
Султан Суюнчалін (Хансултан) (каз. Сұлтан Сүйінішәлин; 1905, сучасний Ергизький район Актюбінської області — 1941) — діяч, жертва політичних переслідувань.
Закінчив Всесоюзний комуністичний університет у Ленінграді (нині Санкт-Петербург) (1932).
У 1921-23 роках листоноша, референт Шалкарської міської міліції, учень Актюбинського партрадкому, в 1923-26 роках завідувач і секретар політико-просвітницького відділу Шалкарського райкому ЛКСМ, в 1926-27 секретар Карсакпайського райкому ЛКСМ, в 1928-29 член Костанайського райкому, зав. розподільчим відділом, зав. районної кочової партійної школи ВКП(б) Костаная, завідувач агіт.
У 1929-1932 навчався в Ленінграді.
У 1932-33 роках — завідувач відділу культури і пропаганди райкому ВКП(б) «Прибалхашстрой». У квітні-травні 1933 р. – завідувач сектору пропаганди Алматинського облкому, в 1933-37 рр. — завідувач відділу культури і пропаганди, заступник секретаря, 2-й секретар, зав. Риддерського міськкому ЦК КП Казахстану у 1933-37 рр. У грудні 1937 — червні 1938 р. — нарком народної освіти Казахської РСР.
У 1938 р. заарештований, у 1940 р. засуджений на 5 років. Загинув під час відбування покарання в Сугурманській колонії НКВС СРСР. У вересні 1955 р. реабілітований.